# Guiné Portuguesa
A Guiné Portuguesa, depois elevada para Província Ultramarina da Guiné a 11 de Junho de 1951 e, finalmente, Estado da Guiné em 1972, era a actual Guiné-Bissau enquanto colónia portuguesa entre 1446 e 10 de Setembro de 1974.
Embora Portugal tivesse reclamado o território quatro anos antes, foi o explorador Nuno Tristão pela costa da África Ocidental em busca das fontes do ouro, escravos e outros bens de valor, que chegavam à Europa muito lentamente, via terrestre. Nuno Tristão, chegou à Guiné (foz do Rio Gâmbia) em 1446.
A Guiné-Bissau fazia parte do Império Sahel, e as tribos locais comercializavam sal e cultivavam o arroz. Com a ajuda de tribos locais cerca de 1600, os Portugueses, bem como outras potências europeias, como os Franceses, Britânicos e Suecos, montaram os alicerces para o tráfico negreiro. A feitoria de Cacheu, junto ao rio do mesmo nome, foi um dos maiores mercados africanos durante vários anos.
Com a abolição da escravatura, no final do século XIX, o comércio de escravos caiu em forte declínio, embora restassem alguns focos clandestinos. Bissau, fundada em 1700, tornou-se a capital da Guiné Portuguesa.
Com o evoluir das conquistas em África, Portugal perdeu uma grande parte do território para a França (que se tornaria, mais tarde, no actual país da Guiné), incluindo a próspera área do rio Casamansa, que era um grande centro comercial para a colónia. O Reino Unido tentou apoderar-se de Bolama, o que resultaria numa grande disputa entre os dois seculares aliados, que ficaria conhecida pela Questão de Bolama, cuja resolução favorável à pretensões portuguesas muito se deveu a António José de Ávila (recompensado pelo feito com o título de Duque de Ávila e Bolama), o qual, recorrendo à intervenção do presidente norte-americano Ulysses S. Grant, que intercedeu a favor de Portugal, conseguiu assegurar para a Coroa Portuguesa a posse de Bolama.

Bandeira da Companhia da Guiné, que armazenava os produtos da Guiné e toda a África conhecida de então, para a Casa Real Portuguesa, durante o período inicial dos Descobrimentos.

A Guiné era administrada como uma colónia das ilhas de Cabo Verde até 1879, altura em que foi separada das ilhas, para passar a ser governada autonomamente.
Na viragem para o século XX, Portugal iniciou uma campanha contra as tribos animistas, com o auxílio das populações islâmicas costeiras. Isto iria desencadear uma luta constante pelo controlo do interior e arquipélagos mais distantes. Não seria antes de 1936 que o controlo das ilhas Bijagós estaria assegurado na totalidade para Portugal.
Em 1951, quando Portugal reformou o sistema colonial, todas as colónias portuguesas se passaram a designar províncias ultramarinas.
Na Guiné, assim como fez em todas as suas colónias, Portugal tentou europeizar a população local e assimilá-la à cultura portuguesa. Lisboa também queria manter as colónias como parceiros comerciais e mercados para seus produtos. Os habitantes africanos da colónia acabaram por ser, supostamente, colocados na posição de cidadãos de pleno direito, com plenos direitos políticos através de um processo de desenvolvimento de longo prazo. Para o efeito, a segregação na Guiné era mínima se comparada com a da distante África do Sul. No entanto, o trabalho forçado, a que todos os africanos eram obrigados se não pagassem os impostos, não foi abolido até à extinção do Estatuto do Indígena por Adriano Moreira em 1961.
A luta pela independência iniciou-se em 1956, quando Amílcar Cabral formou o Partido Africano para a Independência da Guiné e Cabo Verde (PAIGC), que se manteve relativamente pacífico até 1961, altura em que estalava a Guerra do Ultramar, declarando a província ultramarina como independente e alterando o seu nome para Guiné-Bissau (para a distinguir da vizinha República da Guiné).
A Guiné foi, talvez, o conflito mais complicado para Portugal em termos bélicos e, com o decorrer da guerra, a derrota portuguesa avizinhava-se. Porém, com a revolução de 25 de Abril de 1974, Portugal iniciou as negociações com o PAIGC para a descolonização. Com o assassínio do seu irmão em 1973, Luís Cabral tornou-se no primeiro presidente da Guiné-Bissau imediatamente a declaração da independência a 24 de Setembro de 1974.